# Calais d'Anille
Pour les articles homonymes, voir Calais (homonymie) et Saint-Calais.
Calais d'Anille (aussi appelé Kalès ou Carileph en référence à son nom latin, Carilefus), plus généralement appelé saint Calais, a été un ermite du haut Moyen Âge, particulièrement actif dans le centre-ouest de la France métropolitaine. Il est également un saint catholique, célébré le 1er juillet.

## Biographie
Originaire d'Auvergne, il aurait été moine au sein du monastère de Menat, avant de rejoindre Avit à l'abbaye Saint-Mesmin de Micy, aux abords d'Orléans.
Les deux religieux, en quête d'isolement spirituel, quittent alors l'abbaye de Micy et traversent la Beauce pour arriver dans le Perche. Il y fondèrent un ermitage, devenu plus tard un prieuré puis le village de Saint-Avit, en actuel Loir-et-Cher. Alors qu'Avit consent s'établir à cet endroit, Calais continue son chemin jusqu'à la vallée de l'Anille où il fonde son propre ermitage, qui deviendra également un prieuré puis un village, en l'occurrence celui de Saint-Calais.
Se pensant isolé du monde, Calais tomba finalement sur le roi Childebert Ier, alors en partie de chasse dans la région,. Vraisemblablement sous l'impulsion du pape Innocent et de la reine Ultrogothe, le roi des Francs lui concède alors les anciennes terres de l'évêque Thuribe du Mans pour y fonder l'église Saint-Georges-des-Bois, proche de Saint-Calais.

## Disciples et reliques

### Élèves connus
Il a eu pour successeur Laumer, puis Siviard, qui rédigea sa première biographie.

### Reliques
Calais fut enterré à sa mort derrière l'autel de l'abbaye de Saint-Calais.
Son cercueil fut néanmoins déterré le 25 août 1171 et l'ensemble de ses reliques fut transporté vers la chapelle Saint-Calais du château de Blois où les moines de son abbaye s'étaient réfugiés depuis 866 pour fuir les raids vikings d'Hasting. Au XIIe siècle, l'objectif des moines était de protéger le corps de leur saint des profanations auxquelles les Anglais s'adonnaient lors de leur conquête du territoire français.
Le 4 avril 1788, les reliques de Saint Calais sont transférées vers la collégiale Saint-Sauveur, toujours sur le promontoire du château de Blois. En mai 1792, après la dissolution de Saint-Sauveur par les Révolutionnaires, l'abbé Henri Grégoire contribue à restituer une partie des reliques à leur abbaye d'origine, à Saint-Calais.

## Toponymes
Naturellement, Calais a donné son nom à divers endroits, dont :
- L'abbaye Saint-Calais dans la commune de Saint-Calais (Sarthe),
- La chapelle Saint-Calais, au sein du château de Blois (Loir-et-Cher),
- L'église Saint-Calais de Fortan (Loir-et-Cher),
- L'église Saint-Calais de Meslay (Loir-et-Cher).